# Ágios Minás (Zagóri-Central, Ioánnina)
Ágios Minás, en grec moderne : Άγιος Μηνάς, est un village du dème de Zagóri, district régional d'Ioánnina, en Épire, Grèce.
Selon le recensement de 2011, la population du village compte 19 habitants.